# Šťavnatka oranžová
Šťavnatka oranžová (Hygrophorus pudorinus) je vzácný druh houby z čeledi šťavnatkovité (Hygrophoraceae). V Červeném seznamu hub České republiky je druh uveden jako ohrožený.

## Znaky
Klobouk má 5-20 cm v průměru, z polokulovitého se vyvíjí na klenutý, je masitý, matný, za vlhka oslizlý. Pokožka je oranžová, na okrajích bývá zbarvení světlejší.
Bílé až lososově zbarvené lupeny jsou u třeně široce připojené nebo lehce sbíhavé, na klobouku jsou poměrně řídce uspořádané. Výtrusný prach je bílý.
Válcovitý třeň v délce dorůstá 5-12 cm, barvu má bílou až jemně oranžovou, na povrchu je lehce vločkatý, za vlhka slizký, báze je žlutá a špičatá.
Dužnina je pevná, bílá nebo lehce oranžová. Vůně připomíná spálený plast nebo pryskyřici, chuť terpentýn či rovněž pryskyřici. 

## Užití
Nejedlá houba.

## Ekologie
Od července do listopatu najdeme tuto šťavnatku v jehličnatých lesích na výživných, bazických půdách, zejména pod smrky a jedlemi. Na stanovišti často tvoří velké skupinky.

## Rozšíření
Výskyt byl zaznamenán v oblastech Evropy, Severní Ameriky, Ruska, Japonska a Nového Zélandu.

## Galerie

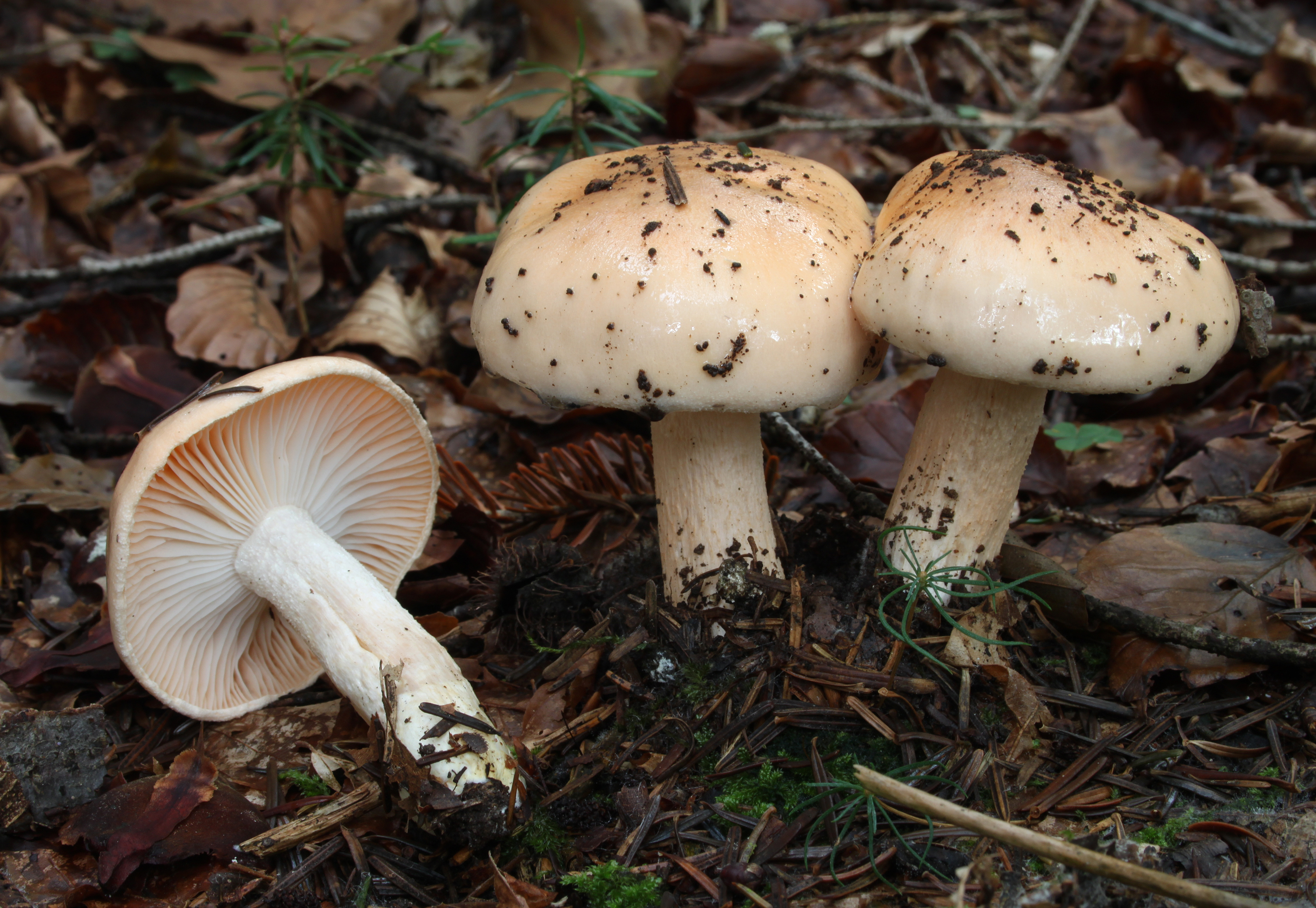
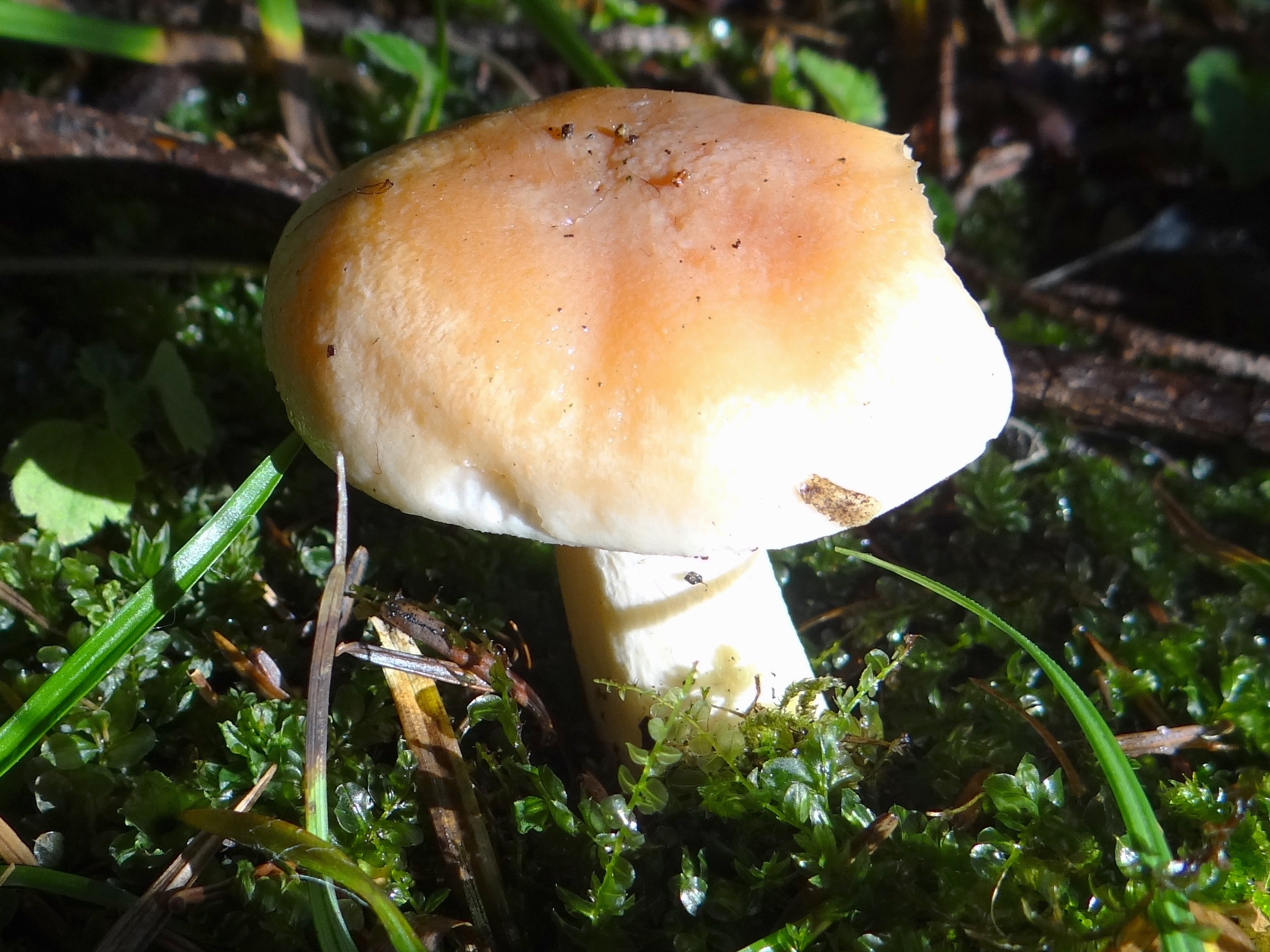
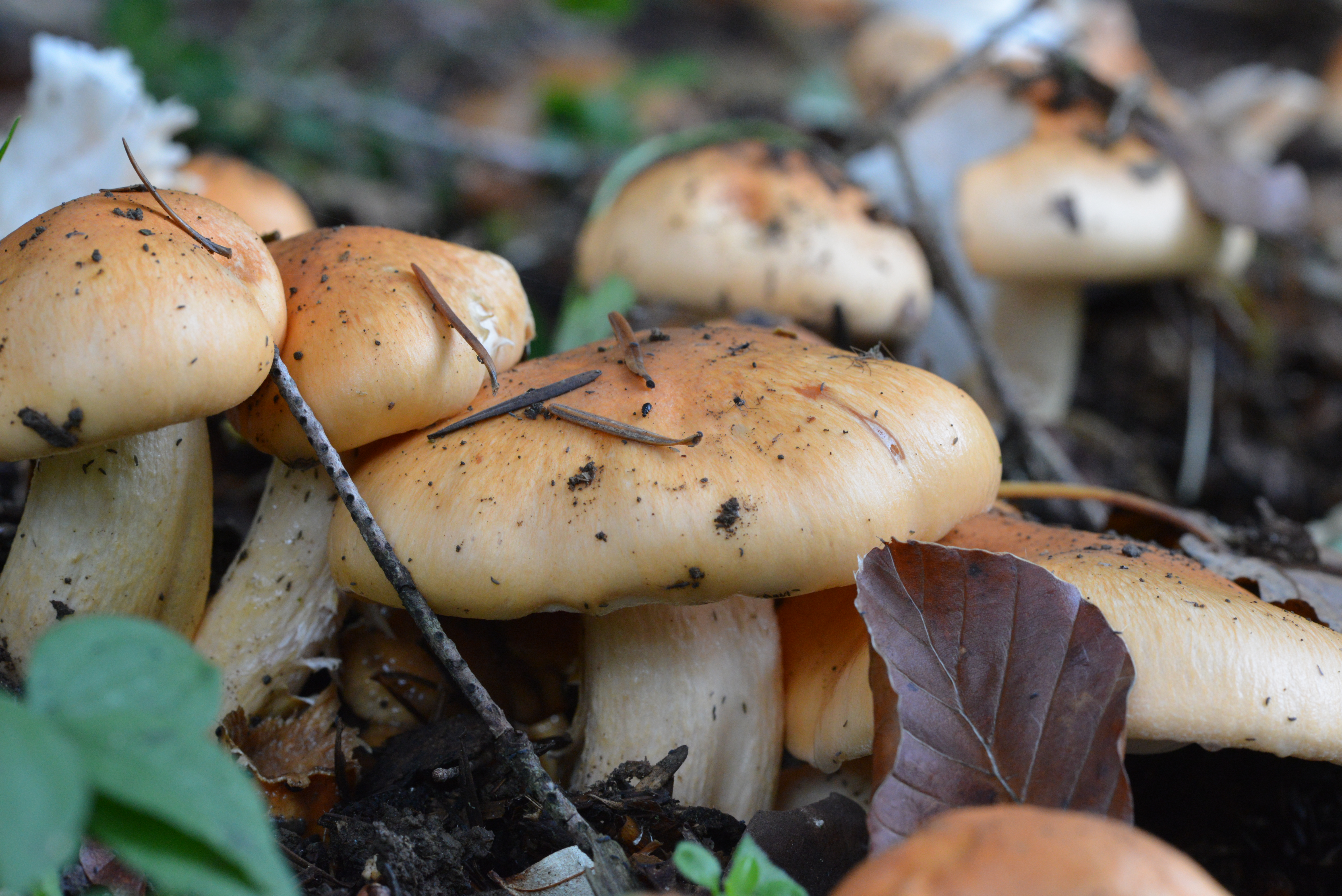
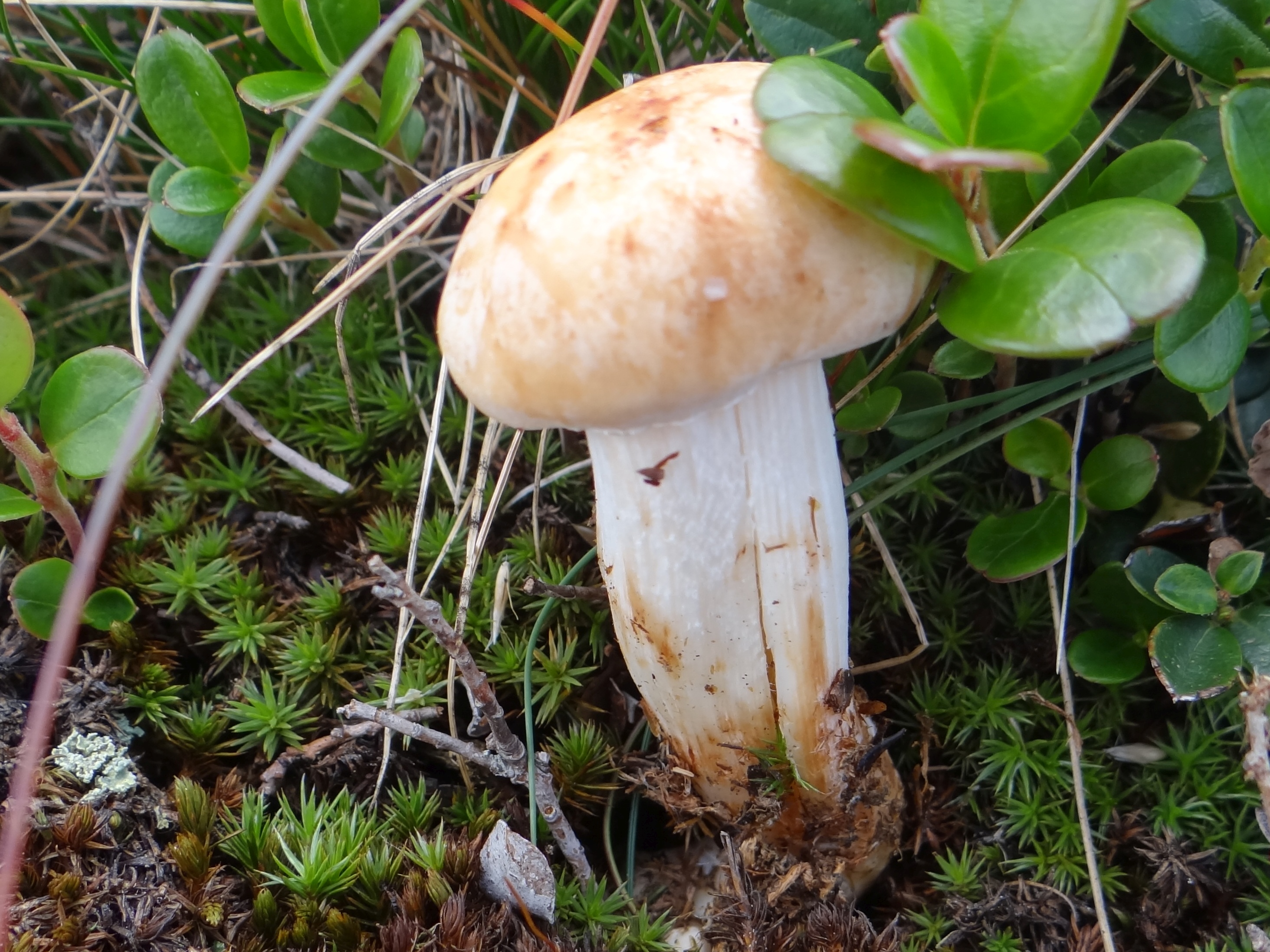
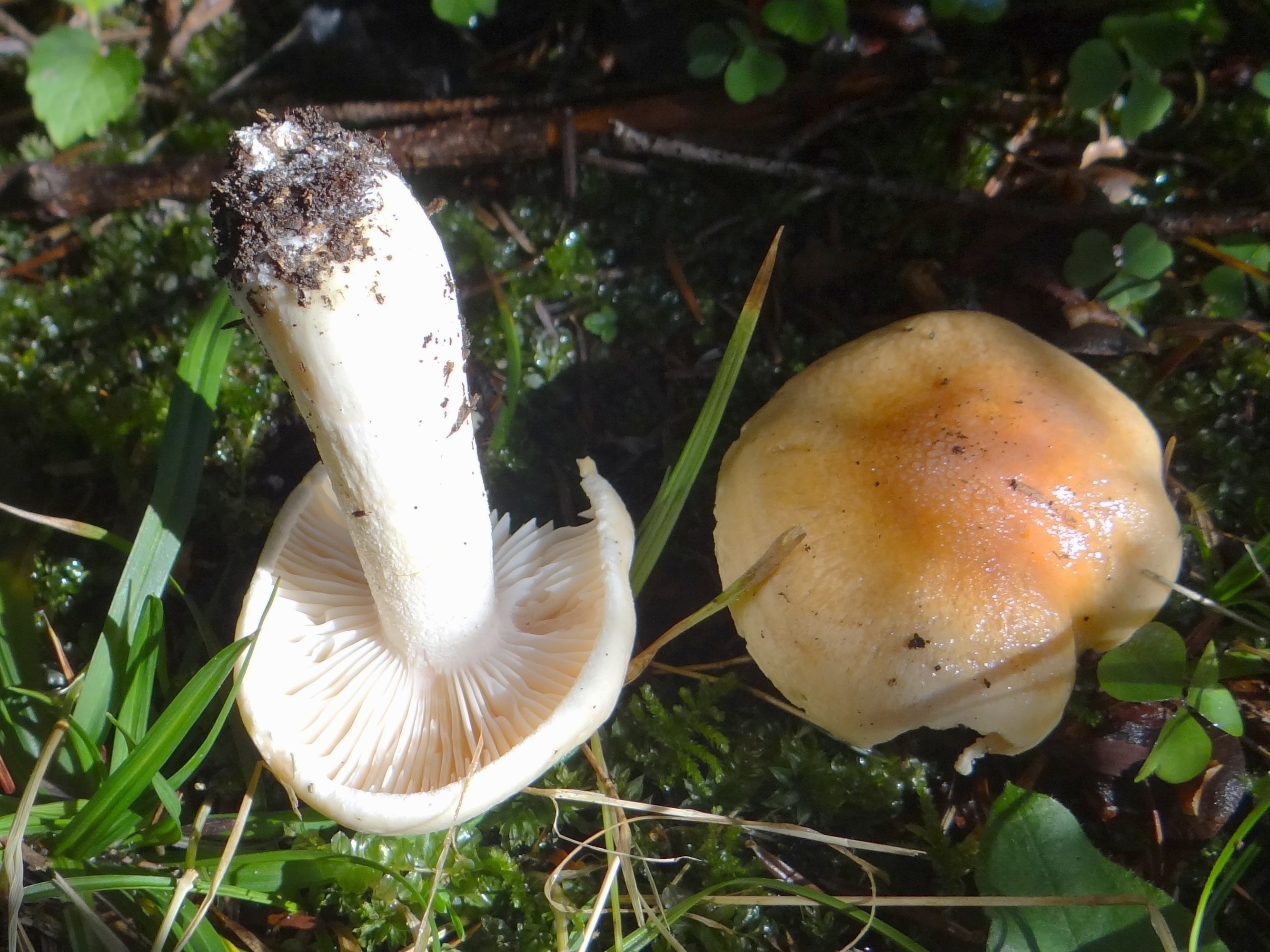

## Možnost záměny
- Šťavnatka hajní (Hygrophorus nemoreus)
- Šťavnatka básnická (Hygrophorus poetarum)